# Christopher Dickson
Christopher Alexander Dickson, detto Chris (Plumstead, 28 dicembre 1984), è un calciatore ghanese, attaccante dell'Horsham.

## Biografia
È nato in Inghilterra da padre ghanese e madre giamaicana.

## Carriera

### Club
Ha giocato 23 partite nella seconda divisione inglese, 67 partite nella prima divisione cipriota e 5 partite nella prima divisione cinese.
In aggiunta, ha anche segnato una rete in 6 presenze nei turni preliminari di Champions League ed una reti in 3 partite nei turni preliminari di Europa League.

### Nazionale
Ha totalizzato due presenze con la nazionale ghanese.

## Palmarès

### Club

#### Competizioni nazionali
- Campionato cipriota: 1

AEL Limassol: 2011-2012
- FA Trophy: 1

Hornchurch: 2020-2021

#### Competizioni regionali
- Isthmian Football League: 1

Horsham: 2024-2025